# 情報アキハバラエティ はばラヂ
情報アキハバラエティ はばラヂ（じょうほう - ）は、インターネットラジオ放送局『BBstation』で2006年（平成18年）3月30日から毎週木曜日 21:00 - 21:50(JST(以降略))まで放送している番組。今俊郎（こん としろう）がパーソナリティを務めている。略称は「はばラヂ」、過去にすときゃ!でも放送していた。

## 概要
この番組ではアニメ・漫画・ゲーム（アダルトゲームも含む）・アニメソングや、それらを取り扱う専門店が立ち並ぶ秋葉原に関係する話題などを取り上げる番組としてスタートした。

## 番組の歩み
2006年（平成18年）
- 3月30日 - インターネットラジオ動画つき配信サイト『すときゃ!』で番組を開始。

2007年（平成19年）
- 11月1日 - すときゃ!閉鎖のためBBstationへ番組を移転する。
- 12月27日 - 番組開始からアシスタントを務めていた二宮圭美が声優業から引退することになり番組を降板。

2008年（平成20年）
- 1月31日 - アダルトゲームで活躍している声優のひなき藍が二代目アシスタントになる。

2010年（平成22年）
- 4月29日 - 任期満了の為、ひなき藍が番組を卒業。
- 5月6日 - 金子未佳が三代目のアシスタントになる。

2011年（平成23年）
- 4月7日 - ニコニコ動画のテスト配信を行った。

## 放送時間
BBstation
毎週木曜日　21:00 - 22:00

## 出演者

### パーソナリティ
今俊郎（こん としろう）
本番組のパーソナリティ。経歴・職業不明。
本業の傍ら、アダルトゲームのイベントの司会等をしている。
この番組プロデューサー・ディレクター・構成作家を兼ねていた時期がある。

### アシスタント
※ 今俊郎と共に番組の進行を務める。任期は2年前後。
二宮圭美（にのみや よしみ）期間：2006年（平成18年）3月30日 - 2007年（平成19年）12月27日
初代アシスタント。
声優。声優をやっていた頃はこいこい7の浅草橋中子役や他の作品でも出演しながらこの番組を含むラジオ番組や声優ユニットBooNoなどの音楽活動も行っていた。
2007年（平成19年）12月31日のBooNo解散ライブを最後に声優業から引退するため、2007年（平成19年）12月27日の放送をもって番組を卒業した。
ひなき藍（ひなき あい）期間：2008年（平成20年）1月31日 - 2010年（平成22年）4月29日
第2代アシスタント。
本業はアダルトゲームで活動している声優。
任期満了の為、2010年（平成22年）4月29日で番組を卒業。
金子未佳（かねこ みか）期間：2010年（平成22年）5月6日 - 2012年（平成24年）3月29日
3代目アシスタント。
本業は声優。
任期満了の為、2012年（平成24年）3月29日で番組を卒業。
松平美波穂（まつだいら みなほ）期間：2012年（平成24年）4月5日 - 2014年（平成26年）1月30日
4代目アシスタント。
本業は声優。
任期満了の為、2014年（平成26年）1月30日で番組を卒業。
海保えりか（かいほえりか）期間：2014年（平成26年）2月6日 -
5代目アシスタント。
本業は声優。

## スタッフ
ミラッキ
構成作家
初代構成作家。
番組開始当初から番組の構成を担当していたが、2011年（平成23年）以降は関わっていない。
BBstationで2010年（平成22年）9月24日まで放送していたドカベンアイランドのパーソナリティ。
山本よーこ（やまもと よーこ）
スタッフ見習。
 ? - 2011年（平成23年）
2011年（平成23年）まで番組のスタッフ見習いで参加していた。
宮崎誠弥
構成作家・ディレクター・プロデューサー
 ? -
番組の構成・ディレクター・プロデューサーを担当。

## 番組コーナー
- メールテーマ
  - 毎回、番組内でメールテーマが紹介されてリスナーがそのテーマに関するメールを投稿する。メールテーマは主に秋葉原やそれに関連するテーマが中心となっている。エンディングで次回のテーマが発表される。
- ビートエーケー
  - 秋葉原のアニメ専門店（コミックとらのあな等）のコミックやCDランキング（1位〜10位）等を紹介するコーナー。ただし年末年始はアニメ専門店などが休業中のため、このコーナーも休みになる。
- 海保えりかのぽえぽえ散歩[※ 1]（2014年（平成26年）2月6日 - ）
  - 海保えりかが、秋葉原をぽえぽえ散策して見かけた物を紹介する。
- ゲストコーナー
  - 秋葉原に関連するゲスト（主に声優・声優ユニット・アニソン歌手・ゲームの制作関係者など）を招き話を聞くコーナー。

### 終了したコーナー
- みなみな美波穂のかわいいAKIBA！（？ - 2014年（平成26年）1月30日）
  - 松平美波穂が秋葉原を散策して見つけたアニメ関係の物を紹介するコーナー。

## ゲスト
| 放送回  | 放送日        | ゲスト出演者 | 備考 |
| ------- | ------------- | --- | --- |
| 第 4回  | 2006年4月20日 | 雨野智晴（制作ディレクター）                                                                                         | アダルトゲーム『 D.C.II 〜ダ・カーポII〜』の宣伝。 |
| 第 4回  | 2006年4月20日 | ひなき藍 | アダルトゲーム『 D.C.II 〜ダ・カーポII〜』の宣伝。 |
| 第 4回  | 2006年4月20日 | きのみ聖 | アダルトゲーム『 D.C.II 〜ダ・カーポII〜』の宣伝。 |
| 第 4回  | 2006年4月20日 | 立花あや | アダルトゲーム『 D.C.II 〜ダ・カーポII〜』の宣伝。 |
| 第 5回  | 4月27日       | Suara | シングル『夢想歌』の宣伝。 （テレビアニメ『うたわれるもの』主題歌） |
| 第 7回  | 5月11日       | イカハタ | 舞-HiME 運命の系統樹（修羅）制作ディレクター |
| 第 8回  | 5月18日       | unMOMENT | |
| 第 9回  | 5月25日       | Kisty | シングル 『恋人は……（テンテンテン）』の宣伝。 |
| 第12回  | 6月15日       | 橋本みゆき | |
| 第17回  | 7月20日       | YURIA | |
| 第29回  | 10月12日      | 大野まりな | |
| 第30回  | 10月19日      | 細井聡司 | |
| 第35回  | 11月23日      | 佐藤ひろ美 | |
| 第53回  | 2007年3月29日 | ゆき奈 | |
| 第57回  | 4月26日       | 佐藤ひろ美 | アルバム『Brilliant Moon』の宣伝。 |
| 第59回  | 5月10日       | yozuca* | D.C.II Spring Celebration 〜ダ・カーポII〜 スプリング セレブレイション主題歌 『Happy my life 〜Thank you for everything!!〜』の宣伝。                                              |
| 第60回  | 5月17日       | 中原涼 | コンセプトミニアルバム「月のゆりかご」の宣伝。 |
| 第72回  | 8月9日        | 倉田雅世 | |
| 第72回  | 8月9日        | 田中一成 | |
| 第73回  | 8月16日       | 織姫よぞら | |
| 第82回  | 10月18日      | たにはらなつき（漫画家）                                                                                             | |
| 第83回  | 10月25日      | Suara | 前日に発売したCDシングル『BLUE/蕾-blue dreams-』の宣伝。 （テレビアニメ『BLUE DROP〜天使達の戯曲〜』主題歌）                                                                       |
| 第87回  | 11月22日      | MOKA | |
| 第87回  | 11月22日      | 新堂真弓 | |
| 第88回  | 11月29日      | 笶田みこ | |
| 第88回  | 11月29日      | 佐藤ひろ美 | |
| 第91回  | 12月20日      | 瀬名 | |
| 第101回 | 2008年2月28日 | re-in.Carnation∞YURIA 細井聡司                                                                                       | 細井は諸事情によりVTR出演のみとなった。 |
| 第102回 | 3月6日        | re-in.Carnation∞YURIA 細井聡司                                                                                       | 細井は諸事情によりVTR出演のみとなった。 |
| 第104回 | 3月20日       | 上原れな | |
| 第105回 | 3月27日       | 瀬名 | |
| 第106回 | 4月3日        | 中瀬ひな | |
| 第109回 | 4月24日       | 萌え戦略広報部隊 成瀬未亜（隊長） 朝樹りさ（見習いTai たいいん 1号） 上田朱音（見習いTai たいいん 2号）              | |
| 第111回 | 5月8日        | MOKA | |
| 第111回 | 5月8日        | 新堂真弓 | |
| 第112回 | 5月15日       | クサカンムリ | |
| 第119回 | 7月3日        | 南條愛乃 | |
| 第124回 | 8月7日        | 道頓堀ダイバーズ | |
| 第125回 | 8月14日       | 瀬名 | |
| 第130回 | 9月18日       | 鈴木裕斗 | |
| 第131回 | 9月25日       | AciD FLavoR | シングル『FEELING』 （テレビアニメ『伯爵と妖精』オープニング曲）の宣伝。 |
| 第132回 | 10月2日       | みずしな孝之（漫画家）                                                                                               | |
| 第134回 | 10月16日      | 加瀬愛奈 | |
| 第142回 | 12月11日      | 佐藤ひろ美 | |
| 第149回 | 2009年1月29日 | 民安ともえ | 初アルバム『RocksJuice』などの宣伝。 |
| 第153回 | 2月26日       | ポアロ | 『八木たかおのザ・ニュータイプナイト』にゲスト出演するために ラジオブースの外で待機していたが、パーソナリティ（今俊郎）と アンスタント（ひなき藍）に呼ばれて急遽、ゲスト出演した。 |
| 第160回 | 4月16日       | 田中・藤井（ドワンゴ・エージー・エンタテインメント広報）                                                             | ドワンゴ関連のイベント開催の告知のために出演。 |
| 第161回 | 4月23日       | 佐藤ひろ美 | |
| 第163回 | 5月7日        | 菊タロー | 飛び入りゲスト |
| 第166回 | 5月28日       | 瀬名 | |
| 第168回 | 6月11日       | 田中（ドワンゴ・エージー・エンタテインメント広報）                                                                   | |
| 第171回 | 7月2日        | 南條愛乃 | |
| 第177回 | 8月13日       | 高宮梓（CIRCUS広報部） 『Princess Party Camellia 〜プリンセスパーティーカメリア〜』 Kuri++（ディレクター）           | 作品の宣伝。 |
| 第182回 | 9月17日       | 『Princess Party Camellia 〜プリンセスパーティーカメリア〜』 ジャッキー天野（プロデューサー） Kuri++（ディレクター） | 作品の宣伝。 |
| 第187回 | 10月22日      | 加瀬愛奈 | 初アルバム『ai』の宣伝。 |
| 第188回 | 10月29日      | 上原れな | 第2弾アルバム『Jewelry Songs』の宣伝。 |
| 第189回 | 11月5日       | 鈴木裕斗 | ソロデビューシングル『Garden of Eden』の宣伝。 |
| 第194回 | 12月10日      | Suara | 第4弾アルバム『キズナ』の発売記念ライブの宣伝。 |
| 第201回 | 2010年1月28日 | 民安★ROCK 民安ともえ けんせい                                                                                        | 第2弾アルバム『Power Halation』の宣伝と生演奏を披露。 |
| 第263回 | 2011年4月7日  | 麻也 | |
| 第405回 | 2014年1月2日  | 保科めぐみ | 出演ライブの告知など。 |
| 第407回 | 2014年1月23日 | Suara | テレビアニメ『カードファイト!! ヴァンガード リンクジョーカー編』のエンディングテーマ「Fly away -大空へ-」の宣伝。                                                                  |
| 第408回 | 2014年1月30日 | 海保えりか | アシスタント引継など。 |
| 第422回 | 2014年5月1日  | 保科めぐみ | 出演ライブ「はぴめろ＠えびす」の宣伝など。 |
| 第434回 | 2014年7月31日 | 綾瀬理恵 保科めぐみ                                                                                                  | 出演ライブ「はぴめろ＠えびす tr2 ♪なつやすみ」の宣伝など。 |
| 第452回 | 2014年12月4日 | クサノユウキ 保科めぐみ                                                                                              | 出演ライブイベントの宣伝など。 |
| 第456回 | 2015年1月1日  | 保科めぐみ | 冬コミ頒布作品、出演ライブイベントの宣伝など。 |

## ピンチヒッター(代役)
パーソナリティー及びアシスタントが体調不良・仕事のスケジュールの都合などの理由で休む時に代役として起用されることがある。
- 加瀬愛奈
  - 2008年（平成20年）12月25日（第144回）、ひなき藍が仕事の都合で番組に出られなくなったため、代打アシスタントを務めた。

- 柚原みなみ
  - 2009年（平成21年）2月12日（第151回）、ひなき藍が仕事の都合で番組に出られなくなったため、代打アシスタントを務めた。

- バッキンガム竹田
  - 2009年（平成21年）5月7日（第163回）、今俊郎が諸事情で番組に出られなくなったため、代打パーソナリティを務めた。

- 春夏ひとみ
  - 2009年（平成21年）7月2日（第171回）と2009年（平成21年）7月9日（第172回）、ひなき藍がアメリカのロサンゼルスで行われている『アニメ・エキスポ』を取材で番組に出られなくなったため、代打アシスタントを務めた。

## 特別番組
- 2008年（平成20年）12月28日（日曜日）にコミックマーケット75を開催している東京国際展示場内で特別番組『はばラヂ コミケスペシャル』（16:00 - 17:00）を生放送した。
　（パーソナリティは今俊郎とアシスタントのひなき藍。ゲストはLittle Nonの大生伊藤）
- 2009年（平成21年）1月1日（木曜日）（第144回）に『はばラヂ＆ニュータイプナイト　ニューイヤースペシャル！』と題して「八木たかおのザ・ニュータイプナイト」と合同で 21:00 - 23:00まで生放送を行った。
　（パーソナリティは今俊郎とアシスタントのひなき藍・『八木たかおのザ・ニュータイプナイト』のパーソナリティ八木たかお）

## 放送トラブル
- 2007年（平成19年）11月29日（第88回）、2007年（平成19年）12月6日（第89回）、番組開始前から視聴者よりBBstationにメールでアクセス出来ないと問い合わせがあった。原因は不明。2週間分の放送はアーカイブで対応、その後復旧した。
- 2009年（平成21年）1月29日（第149回）、番組開始前からBBstationにアクセス不可になり、それに気付かず番組を放送。開始後10分で復旧視聴出来なかった10分間の分はアーカイブで対応した。
- 2009年（平成21年）10月8日（第185回）、生放送中にメールサーバーのトラブルで番組宛てにメールが届かなくなった為、急遽別のメールサーバーのアドレスで対応した。
- 2009年（平成21年）11月19日（第191回）、番組開始前から視聴ができないトラブルがおこり番組開始後15分間視聴できないトラブルがあった。原因は不明。
- 2009年（平成21年）12月17日（第195回）、番組開始前から視聴ができないトラブルがおこり番組開始後16分間視聴できないトラブルがあった。原因は不明。